# Hexatoma (Eriocera) nigripennis
Hexatoma (Eriocera) nigripennis is een tweevleugelige uit de familie steltmuggen (Limoniidae). De soort komt voor in het Oriëntaals gebied.